# Dian Fitriani
Dian Fitriani (* 21. März 1993 in Magelang) ist eine indonesische Badmintonspielerin. 

## Karriere
Dian Fitriani siegte bei der indonesischen Junioren-Badmintonmeisterschaft 2010 im Damendoppel mit Aris Budiharti. Bei den Indonesia International 2009 wurde sie Neunte im Einzel. Bei den Malaysia International 2011 belegte sie ebenfalls Rang neun im Einzel sowie Platz fünf im Doppel. 2012 gewann sie Bronze bei den Pekan Olahraga Nasional XVIII mit dem Team von Jakarta.